# Purús (tỉnh)
Tỉnh Purús (tiếng Tây Ban Nha: Provincia de Purús) là một tỉnh thuộc vùng Ucayali của Peru. Tỉnh Purús có diện tích 17848 km², dân số thời điểm theo điều tra dân số ngày 11 tháng 7 năm 1993 là 2532 người. Tỉnh lỵ đóng ở Esperanza.